# MLF1IP
MLF1IP‏ (Centromere protein U) هوَ بروتين يُشَفر بواسطة جين MLF1IP في الإنسان.